# New York Clearing House
A New York Clearing House Association, a primeira e maior câmara de compensação bancária dos Estados Unidos, foi criada em 1853, e tem desempenhado vários papeis importantes no apoio ao desenvolvimento do sistema bancário na capital financeira dos Estados Unidos. Inicialmente, foi criada para simplificar o caótico processo de conciliação entre os bancos da Nova Iorque. Mais tarde serviu para estabilizar flutuações monetárias e reforçar o sistema monetário durante períodos recorrentes de pânico financeiro.